# Carex baldensis
Carex badensis je druh jednoděložné rostliny z čeledi šáchorovité (Cyperaceae).

## Popis
Jedná se o rostlinu dosahující výšky nejčastěji 10–30 cm. Je vytrvalá, řídce až hustě trsnatá. Listy jsou střídavé, přisedlé, s listovými pochvami. Lodyha je nezřetelně trojhranná, nahoře drsná. Čepele listů jsou asi 2–4 mm široké, žlábkovité až ploché, sivozelené. Carex baldensis patří mezi stejnoklasé ostřice, všechny klásky vypadají víceméně stejně a většinou obsahují samčí i samičí květy. Na bázi květenství je 2–5 odstálých listenů, cca 2–5 (zřídka až 20) cm dlouhých. Složené květenství je hlávkovitě stažené, do 2,5 cm dlouhé a obsahuje nejčastěji 3–9 klásků, které jsou nápadně bílé až nažloutlé. Okvětí chybí. V samčích květech jsou zpravidla 3 tyčinky. Blizny jsou většinou 3. Plodem je mošnička, která je 4–5 mm dlouhá, bělavá až světle hnědá, žilnatá, kratší než plevy, zobánek je nezřetelný. Každá mošnička je podepřená plevou, bílá až nažloutlá se zeleným středním žebrem.

## Rozšíření
Carex baldensis je endemitem východních a centrálních Alp. Roste na skalách a chudých trávnících na vápnitém podkladu. Druh byl pojmenován podle Monte Baldo v severní Itálii.